# Mathias Ross
Mathias Ross Jensen (* 15. ledna 2001 Aalborg) je dánský profesionální fotbalista, který hraje na pozici středního obránce za český klub AC Sparta Praha, kde je na hostování z Galatasaraye. Je také bývalým dánským mládežnickým reprezentantem.

## Klubová kariéra

### Aalborg
Stejně jako jeho mladší bratr Oliver také Mathias Ross prošel akademií Aalborgu. Už v sedmnácti letech v září 2018 naskočil za A-tým do svého prvního zápasu v nejvyšší soutěži. Do základní sestavy se Ross naplno prosadil v sezoně 2019/20, kdy se Aalborg umístil na pátém místě tabulky a došel s týmem až do finále dánského poháru. Během pěti sezón nastoupil Ross do 104 soutěžních utkání v dresu Aalborgu, v nichž vstřelil 6 branek. V dánském klubu se sešel i s trenérem Larsem Friisem.

### Galatasaray
V létě 2022 přestoupil Ross do tureckého Galatasaraye. Dánský stoper se objevil ve dvou úvodních kolech tureckého poháru, dokázal se i střelecky prosadit. V nejvyšší ligové soutěži se však, částečně vinou zranění, nepodíval na hřiště ani jednou, se svými spoluhráči však slavil zisk ligové trofeje.

#### NEC Nijmegen (hostování)
V A-týmu Galatasaraye se nedokázal prosadit, a tak v srpnu 2023 odešel na roční hostování do nizozemského Nijmegenu. V nizozemské Eredivisie se rychle etabloval jako hráč základní sestavy, v sezóně nastoupil do 25 soutěžních zápasů a postoupil s klubem až do finále nizozemského poháru.

#### Sparta Praha (hostování)
V červenci 2024 odešel Ross na další hostování, tentokráte do pražské Sparty, kde se znovu sešel s trenérem Larsem Friisem. Součástí dohody byla také opce na přestup.

## Reprezentační kariéra
Ross mezi lety 2017 a 2022 nastoupil do 34 utkání v dresu dánských mládežnických reprezentací.